# 甲立町
甲立町（こうたちまち）は、広島県高田郡にあった町。旧・高田郡甲田町の一部、現在の安芸高田市および三次市の一部にあたる。

## 地理
- 河川：可愛川（江の川）[1]

## 歴史
- 1889年（明治22年）4月1日、町村制の施行により、高田郡糘地村、浅塚村、上甲立村、下甲立村、深瀬村、秋町村が合併して村制施行し、甲立村が発足[1][2]。
- 1926年（大正15年）1月1日、町制施行し甲立町となる[1][2]。
- 1950年（昭和25年）9月1日、大字秋町を双三郡川地村に編入[1][2]。
- 1956年（昭和31年）4月1日、高田郡小田村と合併し、甲田町を新設して廃止された[1][2]。

### 地名の由来
川立郷の故地とする説があり、可愛川の対岸、川立村とかつて一村であったが、流路変更で分村し甲立とした。

## 産業
- 農業

## 交通

### 鉄道
- 1915年（大正4年）芸備鉄道（現芸備線）広島～三次間開通[1]。
  - 町名を冠した甲立駅は甲立町域内ではなく、隣接する小田村の域内に所在する。

## 著名な出身者
- 三上義夫：数学史家（和算史研究者）。町村制施行以前の上甲立村の素封家に生まれ、晩年は町内の古刹・理窓院で暮らした。